# Социјални проблем
Социјални проблеми је појам који је првобитно имао значење које указује на последице незадовољења потреба људи због неповољних социјалноекономских услова живота, чиме се продукују „социјални случајеви”. Међу најчешће социјалне проблеме се убрајају: незапосленост, сиромаштво, агресивно понашање, криминалитет, алкохолизам, поремећени породични односи, као и заштита мањинских група. Савремена схватања истичу да су социјални проблеми објективни догађаји или ситуације које неповољно делују на животне и радне услове људи. Настајање „социјалних случајева”, па тиме и социјалних проблема, је нормална чињеница иманентна природи човека и друштва. Зато је могуће овакве околности превентивно смањивати, неке од њих сузбити, док се код неких од њих организованим друштвеним интервенцијама могу спречавати само неповољне последице. Социјални проблеми, као скуп непожељних манифестација по појединца и групе, су комплексни и често дугорочно дестабилизујући за друштвену заједницу, што захтева комплексне мере социјалне политике за њихово препознавање, превенцију и решавање.